# Yuxi
Yuxi (chinois : 玉溪市 ; pinyin : Yùxī shì) est une ville-préfecture de la province du Yunnan au Sud de la république populaire de Chine.

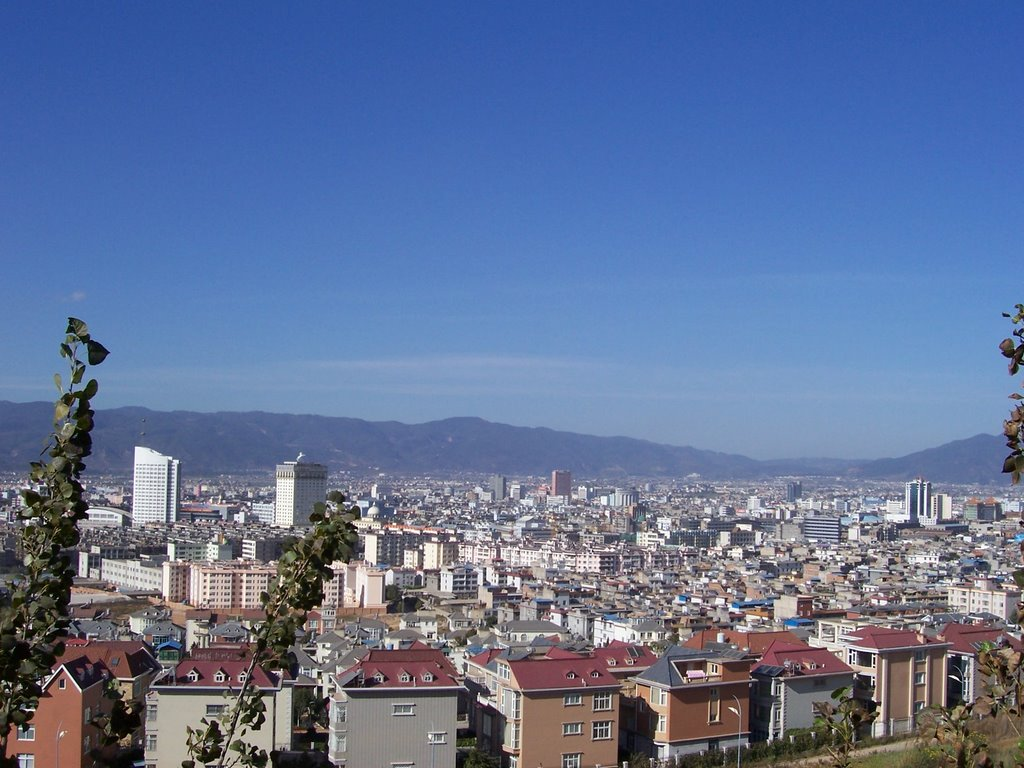
District de Hongta, 2007

## Économie
En 2004, le PIB total a été de 32,8 milliards de yuans, et le PIB par habitant de 15 795 yuans.
La ville, dont le nom signifie « ruisseau de jade » en chinois, doit sa prospérité économique à la firme de cigarettes Hongtashan, l'une des principales entreprises de la province du Yunnan. C'est la plus importante d'Asie et la troisième au monde. Cette firme tire son nom d'une pagode rouge (红塔, hóngtǎ) située sur une colline (山, shān) en contre-mont de la chaîne de production des cigarettes.
C'est aussi la région dont était originaire Nie Er, musicien qui a composé l'hymne national de la république populaire de Chine.

## Démographie
Yuxi abrite une population de 710 817 d'habitants dont le tiers appartient à des groupes ethniques tels que les Yi (ethnie), les Hani, les Dai (ethnie), les Hui (ethnie), les Mongols, les Bai, les Miao et les Lahu.

## Subdivisions administratives
La ville-préfecture de Yuxi exerce sa juridiction sur neuf subdivisions - un district, cinq xian et trois xian autonomes :
- le district de Hongta - 红塔区 Hóngtǎ Qū ;
- le xian de Jiangchuan - 江川县 Jiāngchuān Xiàn ;
- le xian de Chengjiang - 澄江县 Chéngjiāng Xiàn ;
- le xian de Tonghai - 通海县 Tōnghǎi Xiàn ;
- le xian de Huaning - 华宁县 Huáníng Xiàn ;
- le xian de Yimen - 易门县 Yìmén Xiàn ;
- le xian autonome yi d'Eshan - 峨山彝族自治县 Éshān yízú Zìzhìxiàn ;
- le xian autonome yi et dai de Xinping - 新平彝族傣族自治县 Xīnpíng yízú dǎizú Zìzhìxiàn ;
- le xian autonome hani, yi et dai de Yuanjiang - 元江哈尼族彝族傣族自治县 Yuánjiāng hānízú yízú dǎizú Zìzhìxiàn.